# Chili aux Jeux olympiques d'hiver de 2002
Le Chili participe à sa douzième édition des Jeux olympiques d'hiver à Salt Lake City en 2002.

## Délégation
Le tableau suivant montre le nombre d'athlètes chiliens dans chaque discipline :
| Sport     | Hommes | Femmes | Total |
| --------- | ------ | ------ | ----- |
| Ski Alpin | 3      | 1      | 4     |
| Biathlon  | 1      | 1      | 2     |
| Total     | 4      | 2      | 6     |

## Résultats

### Ski alpin
Hommes
| Athlète      | Événement    | Course 1      | Course 2      | Total         | Total    |
| Athlète      | Événement    | Temps         | Temps         | Temps         | Position |
| ------------ | ------------ | ------------- | ------------- | ------------- | -------- |
| Mikael Gayme | Descente     |               |               | 1 min 48 s 37 | 50       |
| Maui Gayme   | Descente     |               |               | 1 min 47 s 63 | 48       |
| Mikael Gayme | Super G      |               |               | DNF           | –        |
| Maui Gayme   | Super G      |               |               | DNF           | -        |
| Duncan Grob  | Super G      |               |               | 1 min 30 s 35 | 31       |
| Maui Gayme   | Slalom géant | 1 min 19 s 76 | 1 min 17 s 58 | 2 min 37 s 34 | 49       |

Femmes
| Athlète           | Événement | Course 1 | Course 2 | Total | Total    |
| Athlète           | Événement | Temps    | Temps    | Temps | Position |
| ----------------- | --------- | -------- | -------- | ----- | -------- |
| Anita Irarrázabal | Super G   |          |          | DNF   | –        |

### Biathlon
Hommes
| Épreuve      | Athlète      | Pénalité 1 | Temps         | Rang |
| ------------ | ------------ | ---------- | ------------- | ---- |
| 10 km sprint | Carlos Varas | 0          | 32 min 48 s 1 | 86   |

| Épreuve | Athlète      | Temps             | Manquées | Temps ajusté 2    | Rang |
| ------- | ------------ | ----------------- | -------- | ----------------- | ---- |
| 20 km   | Carlos Varas | 1 h 07 min 32 s 2 | 3        | 1 h 10 min 32 s 2 | 86   |

Femmes
| Épreuve       | Athlète             | Pénalité 1 | Temps         | Rang |
| ------------- | ------------------- | ---------- | ------------- | ---- |
| 7.5 km sprint | Claudia Barrenechea | 5          | 30 min 15 s 1 | 74   |

| Épreuve | Athlète             | Temps         | Manquées | Temps ajusté 2    | Rang |
| ------- | ------------------- | ------------- | -------- | ----------------- | ---- |
| 15 km   | Claudia Barrenechea | 59 min 30 s 0 | 3        | 1 h 02 min 30 s 0 | 67   |

1Une boucle de pénalité 150 mètres par cible manquée doit être parcourue.

2Une minute ajoutée par cible manquée.